# Сан Лупо (Беневенто)
Сан Лупо (итал. San Lupo) је насеље у Италији у округу Беневенто, региону Кампанија.
Према процени из 2011. у насељу је живело 709 становника. Насеље се налази на надморској висини од 495 м.

## Становништво
Према резултатима пописа становништва 2011. у општини је живело 863 становника.
| 1931. | 1936. | 1951. | 1961. | 1971. | 1981. | 1991. | 2001. | 2011. |
| ----- | ----- | ----- | ----- | ----- | ----- | ----- | ----- | ----- |
| 1.854 | 1.939 | 1.915 | 1.523 | 1.157 | 1.039 | 903   | 877   | 863   |